# المولدية الرياضية ببوسالم
المولدية الرياضية ببوسالم (بالفرنسية: Mouloudia Sport de Bousalem)‏، هو نادي كرة طائرة تونسي في مدينة بوسالم من ولاية جندوبة والذي يتنافس ضمن القسم الوطني الأول من البطولة التونسية للكرة الطائرة للرجال إضافة إلى تمثيل تونس في المنافسات القارية والدولية.

## سجل ألقاب النادي للكرة الطائرة
الألقاب المحلية
- البطولة التونسية الثانية  (1) : 2015.

- كأس الجامعة  (1) : 2023.

♦ الدور النهائي  (1) : 2022.
الألقاب الخارجية
- بطولة الأندية الأفريقية  (1) : 2023.

## وصلات خارجية
- صفحة المولدية الرياضية ببوسالم على موقع كوووة.
- الموقع الرسمي للجامعة التونسية للكرة الطائرة.